# Augusta af Sachsen-Gotha
Augusta af Sachsen-Gotha (født 30. november 1719, død 8. februar 1772), datter af hertug Frederik 2. af Sachsen-Gotha-Altenburg (1676-1732) og dennes hustru, Magdalena Augusta af Anhalt-Zerbst (1676-1740).
Augusta blev via ægteskab med Frederik Ludvig af Wales i 1736, prinsesse af Wales. Efter hendes mands død i 1751 bar hun titlen enkeprinsesse af Wales. Kun tre prinsesser har båret denne titel, og dermed have måtte se den forventede dronningeværdighed gå deres næser forbi.
Augusta var moder til bl.a. George 3. af Storbritannien og den danske dronning, Caroline Mathilde. 
Enkeprinsessen døde præcis en måned efter at hendes datter var blevet arresteret på Christiansborg den 8. januar 1772. Da moderen døde var Caroline Matilde fængslet på Kronborg.

## Ægteskab og børn
Augusta blev gift i 1736 på St. James's Palace i London med den britiske tronfølger fyrst Frederik Ludvig af Wales, søn af kong Georg 2. af Storbritannien. I ægteskabet blev der født ni børn, herunder:
1. Augusta af Storbritannien, født 1737, død 1813, gift med hertug Karl Vilhelm Ferdinand af Braunschweig-Wolfenbüttel
2. Georg 3. af Storbritannien, født 1738, død 1820. Fra 1760 konge af Storbritannien og Irland samt kurfyrste af Hannover. Konge af Hannover fra 1814.
3. Caroline Mathilde af Storbritannien, født 1751, død 1775, gift med kong Christian 7. af Danmark-Norge.